# 米格尔·乌尔万
米格尔·乌尔万·克雷斯波（西班牙語：Miguel Urbán Crespo，1980年3月26日—），马德里人，西班牙左翼政治人物，“我們能”党员，自2015年起担任歐洲議會議員。

## 经历
1980年3月26日出生在马德里。他的父亲路易斯·米格尔·乌尔万·费尔南德斯曾是共产主义革命同盟成员，在佛朗哥时期遭到迫害。
乌尔万曾在马德里康普顿斯大学学习历史，但没有获得学位。他在多家非政府组织工作，担任《南风》杂志编辑，期间积极参与学生运动，例如反伊拉克战争示威、愤怒者运动等。
2014年1月，“我們能”成立，并在3个月后的欧洲议会选举中获得了5个議員席位。乌尔万在党内排名第七，未能入选。2015年3月，特蕾莎·罗德里格斯被调到安达卢西亚，他接替其位置成为欧洲议会议员。